# Elfriede Lohse-Wächtler
Elfriede Lohse-Wächtler (født 4. december 1899 i Löbtau ved Dresden som Anna Frieda Wächtler, død 31. juli 1940 i Pirna, Sachsen) var en tysk maler som regnes til avantgarden.
1915-18 var Lohse-Wächtler elev på 'Königliche Kunstgewerbeschule Dresden', 1921 giftede hun sig med med maler og operasanger Kurt Lohse og boede en periode i Wehlen, Sachsen. 1927 rejste hun til Hamborg og blev medlem i "Bund Hamburgischer Künstler und Kunstfreundinnen".
Ægteskabet var problemfyldt, og 1929 fik hun et nervesammenbrud og blev indlagt på "Staatskrankenanstalt Friedrichsberg" hvor hun lavede en serie på 60 tegninger af sine medpatienter, de såkaldte "Friedrichsberger Köpfe".
Hun flyttede 1931 tilbage til forældrene i Dresden, men blev 1932 indlagt på 'Nervenklinik Arnsdorf' hvor hun blev diagnosticeret med skizofreni.
Efter Hitlerregimets 'Machtergreifung' i Tyskland fik hun 1935 'Kontaktverbot für Verwandte' (kontaktforbud for pårørende) og blev tvangssteriliseret i Dresden-Friedrichstadt.
Ni af hendes værker i museer i Hamborg blev 1937 beslaglagt og destrueret som 'entartet', degenereret kunst.
Elfriede Lohse-Wächtler blev 1940 ombragt ved gasning som del af det nazistiske eutanasiprogram Aktion T4 i "Tötungsanstalt Pirna-Sonnenstein".
| - Tegninger fra serien 'Friedrichsberger Köpfe', 1929 |

| - Selvportrætter af Elfriede Lohse-Wächtler - Fra tiden på Friedrichsberg (de), 1929 - Med cigaret, 1929 - I blå kittel, 1929 - I halvprofil, ca. 1930 - Ca. 1930 - Absintdrikkeren, 1931 ('Absinth-Trinkerin') - Ca. 1930 - Ca. 1930 - 'I fantastisk selskab', ca. 1930 - Cigaretpause, 1931 - "Lissy", 1931 |

| - Andre værker af Elfriede Lohse-Wächtler − efter år - Landskab ved Dresden 'Dresdner-Landschaft', 1928 - Udsigt over havnen, 1929 - 'Die Blumenalte', 1930 - Kulhavnen i Altona, 1930 - 'Liebespaar', 1930 - St. Pauli, 1930 - Blomsterflaske, 1931 - Loschwitzerbroen i Dresden, (de) 1931 |